# 無漏法
無漏法 （梵文：anāsravāṃ dharmāṃ），意為不會漏失功德法財，是與解脫相應的法，是能讓有情出離三界世間的法。一切法可以分為有漏法與無漏法兩大類。在《雜阿含經·卷第二·56經》，佛說“任何色受想行識諸法，如果因取而產生了貪愛與瞋恚即是有漏；色受想行識諸法有受，但不產生貪愛與瞋恚即是無漏。”
無漏法又可分為無漏有為法與無漏無為法，有漏法卻只有有漏有為法。有為即代表有作用、有造做，因一切有漏法一定是有作用所產生的，又有為法恆有生、住、異、滅的現象，亦是指十八界(六根六塵六識)與其所引生之萬法。無為法要靠有為法的運作才可顯示出來。有漏法是導致有情繫縛於三界內，輪轉生死不自在的主因。故修行即是轉變自我的有漏性，回到本師無漏的境界。諸菩薩摩訶薩為成佛、利樂眾生所做的一切都屬無漏有為法。無漏無為法是第八識境界，為所顯法，沒有作用。

## 相關文獻
1. ↑  《雜阿含經》卷第八229經:「爾時。世尊告諸比丘。我今當說有漏．無漏法。云何有漏法。謂眼色．眼識．眼觸．眼觸因緣生受。內覺若苦．若樂．不苦不樂。耳．鼻．舌．身．意法．意識．意觸．意觸因緣生受。內覺若苦．若樂．不苦不樂。世俗者。是名有漏法。云何無漏法。謂出世間意。若法．若意識．意觸．意觸因緣生受。內覺若苦．若樂．不苦不樂。出世間者。是名無漏法。」
2. ↑  《雜阿含經》卷第二56經:「爾時。世尊告諸比丘。我今當說有漏．無漏法。若色有漏是取。彼色能生愛．恚。如是受．想．行．識。有漏是取。彼識能生愛．恚。是名有漏法。云何無漏法？諸所有色無漏非受。彼色若過去．未來．現在。彼色不生愛．恚。如是受．想．行．識。無漏非受。彼識若過去．未來．現在。不生貪．恚。是名無漏法。」